# Novigradsko i Karinsko more
Novigradsko i Karinsko more este o arie protejată (sit de importanță comunitară — SCI) din Croația întinsă pe o suprafață de 3.738,79 ha, integral pe uscat.

## Localizare
Centrul sitului Novigradsko i Karinsko more este situat la coordonatele 44°11′31″N 15°33′08″E / 44.192005°N 15.55227°E.

## Înființare
Situl Novigradsko i Karinsko more a fost declarat sit de importanță comunitară în iulie 2013 pentru a proteja 2 specii de animale.

## Biodiversitate
Situată în ecoregiunile marină mediteraneană și mediteraneană, aria protejată conține 6 habitate naturale: Estuare, Bancuri de nisip acoperite în permanență slab de apă marină, Salicornia și alte specii anuale care populează regiunile mlăștinoase și nisipoase, Pășuni mediteraneene udate de apa mării (Juncetalia maritimi), Tufărișuri halofile mediteraneene și termo-atlantice (Sarcocornetea fruticosi), Lagune de coastă.
La baza desemnării sitului se află mai multe specii protejate de  pești (2): Knipowitschia panizzae, Pomatoschistus canestrinii.
Pe lângă speciile protejate, pe teritoriul sitului au mai fost identificate 3 specii de plante.